# Calomyscus hotsoni
Calomyscus hotsoni és una espècie de mamífer rosegador de la família dels calomíscids. Viu al sud-est de l'Iran i el sud-oest del Pakistan. El seu hàbitat natural són les zones àrides i rocoses amb palmeres de l'espècie Nannorrhops ritchieana, així com els cims secs i rocosos amb matolls dispersos. És una espècie en risc mínim, és a dir, no sembla que hi hagi cap amenaça significativa per a la seva supervivència.
L'espècie fou anomenada en honor del soldat i funcionari britànic John Ernest Buttery Hotson.